# Warren Magee
Warren E. Magee (* 27. April 1908 in Washington, D.C.; † 25. Februar 2000 in Tampa, Florida) war ein US-amerikanischer Anwalt. Er war einer von drei nicht-deutschen Strafverteidigern bei den Nürnberger Nachfolgeprozessen und versuchte danach in Washington DC als Anwalt der letzten sieben in NS-Prozessen zum Tode Verurteilten, deren Hinrichtung zu verhindern.

## Leben
Warren Magee verbrachte den größten Teil seines Lebens in Washington DC, wo er aufwuchs und die Universität besuchte. 1929 schloss er dort sein Jura-Studium am Washington College of Law ab, heute Law School der American University in Washington DC. 1930 wurde er im District of Columbia nach Bestehen einer Aufnahmeprüfung (bar examination) als praktizierender Anwalt zugelassen. Eine Zeit arbeitete Magee im Justizministerium und verbrachte dann die nächsten fünfzehn Jahre ohne weitere Beachtung durch die Öffentlichkeit als Anwalt in Washington DC, wenn er auch in dieser Zeit einen Kongress-Abgeordneten vertrat, der in einen Skandal verwickelt war.
Magee kam erstmals 1947 mit den Nürnberger Prozessen in Berührung: Im Wilhelmstraßen-Prozess wurde er von Hellmut Becker, der die Verteidigung des Angeklagten Ernst von Weizsäcker „sehr professionell organisiert und glänzend“ durchführte, als zweiter Verteidiger für Weizsäcker vorgeschlagen, und am 29. Dezember 1947 vom Gericht zugelassen. Warren Magee war der einzige nicht-deutsche Verteidiger im Verfahren. Das Geld für die Engagierung eines amerikanischen Anwaltes – keine leichte Aufgabe im kriegszerstörten Deutschland vor der Währungsreform – brachten ausländische Freunde und Unterstützer Weizsäckers auf, u. a. der Industrielle Robert Boehringer aus der Schweiz. Weizsäcker wurde im April 1949 zu fünf Jahren verurteilt, aber schon im Oktober 1950 aus dem Kriegsverbrechergefängnis Landsberg entlassen. Magee erhielt für seine Arbeit als Verteidiger Weizsäckers eine päpstliche Goldmedaille von Pius XII., der Weizsäcker aus dessen Zeit als Botschafter am Heiligen Stuhl kannte und schätzte.
Im Zuge der intensivierten Diskussion der westdeutschen Wiederbewaffnung nach Ausbruch des Koreakrieges ab Sommer 1950 wandelte Hochkommissar John McCloy am 31. Januar 1951 für 10 der 15 Hinrichtungskandidaten aus den Nürnberger Nachfolgeprozessen die Todesstrafe in eine Freiheitsstrafe um. Auf Empfehlung des „Advisory Board on Clemency for War Criminals“ sollten nur noch fünf Verurteilte aus den Nürnberger Nachfolgeprozessen hingerichtet werden: Oswald Pohl, verurteilt im Pohl-Prozess sowie Otto Ohlendorf, Paul Blobel, Werner Braune und Erich Naumann, alle vier verurteilt im Einsatzgruppen-Prozess. General Thomas T. Handy hatte über 13 noch lebende Hinrichtungskandidaten aus den Dachauer Prozessen zu entscheiden und ließ nur die zwei Todesurteile gegen Georg Schallermair und Hans Schmidt bestehen. Schallermair war Rapportführer der Wachmannschaften im KZ-Außenlagerkomplex Mühldorf, Schmidt war Adjutant des Lagerkommandanten von KZ Buchenwald. Damit gab es nun noch sieben Hinrichtungskandidaten („Rotjacken“) im Kriegsverbrechergefängnis Landsberg, die letzten Möglichkeiten für Gnadengesuche bei den amerikanischen Behörden in Deutschland waren erschöpft.
Auf Hellmut Beckers Vermittlung vertrat Magee nun die sieben Hinrichtungskandidaten in Washington DC. Magee reichte nach Rücksprache mit Perlman einen Habeas-Corpus-Antrag beim Distriktgericht in Columbia ein. Den gleichen Antrag reichte er auch beim zuständigen Berufungsgericht ein. Beide Gerichte lehnten den Antrag ab, so wie sie vorher alle Habeas-Corpus-Anträge von Verurteilten aus den Nürnberger und Dachauer Prozessen abgelehnt hatten. Das Berufungsgericht ließ jedoch erstmals den Rechtsweg zum Supreme Court zu. Dies bewirkte am 15. Februar 1951 einen Hinrichtungsstopp. Magee reichte nun in Abstimmung mit Hans Gawlik, Leiter der Zentralen Rechtsschutzstelle im Bundesjustizministerium, Gnadengesuche bei Präsident Truman und eine Beschwerde beim Supreme Court ein. Magee erhielt für diese Bemühungen von der Bundesregierung 50.000 DM. Nachdem diese Versuche fruchtlos geblieben waren, wurde ein neuer Hinrichtungstermin für den 24. Mai 1951 festgesetzt, der wieder in letzter Minute verschoben wurde, nachdem Magee neue Habeas-Corpus-Anträge beim Distriktgericht in Columbia eingereicht hatte. Am 26. Mai 1951 forderte Magee die Übersendung von etwa 610.000 in Deutschland gesammelten Unterschriften unter einer Gnaden-Petition an, die er im Original im Weißen Haus vorlegte. Am 6. Juni 1951 waren schließlich alle Rechtsmittel ausgeschöpft, nachdem auch der Supreme Court noch einmal ablehnend entschieden hatte. (Vergleiche auch die Grundsatzentscheidung des Supreme Court von 1950 Johnson v. Eisentrager.) Die letzten sieben zum Tode verurteilten NS-Verbrecher wurden in den Morgenstunden des 7. Juni 1951 in Landsberg gehängt.
1952 verklagte der republikanische Senator Joseph McCarthy seinen demokratischen Widersacher im Senat William Benton auf Schadensersatz in Höhe von 2 Mio. Dollar wegen Verleumdung und übler Nachrede. Benton hatte McCarthy einen Lügner genannt und seinen Ausschluss aus dem Senat gefordert. Magee nahm das Mandat von McCarthy an, die Klage kam jedoch nie zur Verhandlung.
Magee lebte an seinem Lebensende in Bethesda unweit von Washington DC. Sein Zweitwohnsitz für die Winterzeit war in Tampa, wo er an Krebs verstarb.